# Phyllachora zanthoxylicola
Phyllachora zanthoxylicola är en svampart som beskrevs av Seaver 1928. Phyllachora zanthoxylicola ingår i släktet Phyllachora och familjen Phyllachoraceae.   Inga underarter finns listade i Catalogue of Life.